# Godelieve Meersschaert
Godelieve Meersschaert (Bélgica, 1945) é uma psicóloga e activista de origem belga, tornando-se numa das fundadoras da Associação Moinho da Juventude, na Cova da Moura, em 1987. Em 2005, foi condecorada com a Ordem do Merito pelo governo português.

## Biografia
Godelieve Meersschaert, mais conhecida como Lieve, nasceu na Bélgica, perto do final da Segunda Guerra Mundial, no dia 29 de Abril de 1945. 
Estudou na Universidade de Louvain, onde obteve a licenciatura em psicologia. 
No final da década de 70, muda-se para Portugal e vai morar na Cova da Moura, em 1982.  Onde em 1987, integra do grupo de moradores do bairro por detrás da fundação da Associação Cultural Moinho da Juventude, criada na sua casa. 

## Prémios e reconhecimento
Ganhou o Prémio Mulher Activa, em 2004, o valor do prémio foi usado para recuperar uma garagem, onde foi instalada a Biblioteca António Ramos Rosa. 
Foi condecorada em 2005, pelo governo português com a Ordem do Mérito, que lhe foi entregue pelo então, Presidente da República, Jorge Sampaio, no Dia da Mulher. 

## Ligações Externas
- Arquivos RTP | Godelieve Meersschaert entrevistada por Ana de Sousa Dias, no programa Entre Nós (2005)
- RTP | Godelieve entrevistada por Cláudia Almeida, no programa Filhos da Nação (2017)